# English Electric Canberra
English Electric Canberra byl britský střední proudový bombardér první generace. Vznikl v druhé polovině 40. let 20. století ve firmě English Electric dle požadavku ministerstva letectví z roku 1944 na následníka úspěšného rychlého bombardéru de Havilland Mosquito. Mezi požadavky patřila vynikající bombardovací schopnost ve vysokých výškách za vysoké rychlosti. Toho bylo částečně dosaženo použitím nově vyvinuté technologie tryskového pohonu.
Po většinu padesátých let mohla Canberra létat ve vyšších nadmořských výškách než kterákoli jiná letadla na světě. V roce 1957 Canberra dosáhla světového výškového rekordu 70 310 stop (21 430 m). V únoru 1951 jiná Canberra dosáhla dalšího rekordu, když se stala prvním proudovým letadlem, které uskutečnilo nepřetržitý transatlantický let. Díky své schopnosti vyhnout se stíhacím letounům s proudovým pohonem a významnému náskoku ve výkonech oproti tehdejším bombardérům s pístovými motory se Canberra stala na exportním trhu populárním letounem, který se dostal do služby mnoha letectev, a to nejen členů Commonwealthu. Typ byl také licenčně vyráběn v Austrálii podnikem Government Aircraft Factories a ve Spojených státech firmou Martin jako Martin B-57. Ta produkovala jak mírně modifikovaný typ B-57A Canberra, tak výrazně modernizovaný B-57B.
Kromě toho, že byl letoun schopný nést taktické jaderné zbraně, se ukázalo, že je vysoce adaptabilní a může sloužit v různých rolích jako je taktické bombardování nebo fotografický a elektronický průzkum. Canberry sloužily během Suezské krize, války ve Vietnamu, falklandské války, v indo-pákistánských válkách a četných afrických konfliktech. V několika z nich měla Canberry ve službě každá z bojujících stran. Canberra měla dlouhou životnost a u několika provozovatelů sloužila více než 50 let. V červnu 2006 RAF vyřadilo svou posledního Canberru, 57 let po svém prvním letu. Tři varianty stroje Martin B-57 zůstávají v provozu - provádějí meteorologické práce pro NASA a také zajišťují testování elektronické komunikace (Battlefield Airborne Communications Node nebo BACN) v rámci nasazení do Afghánistánu.

## Vývoj

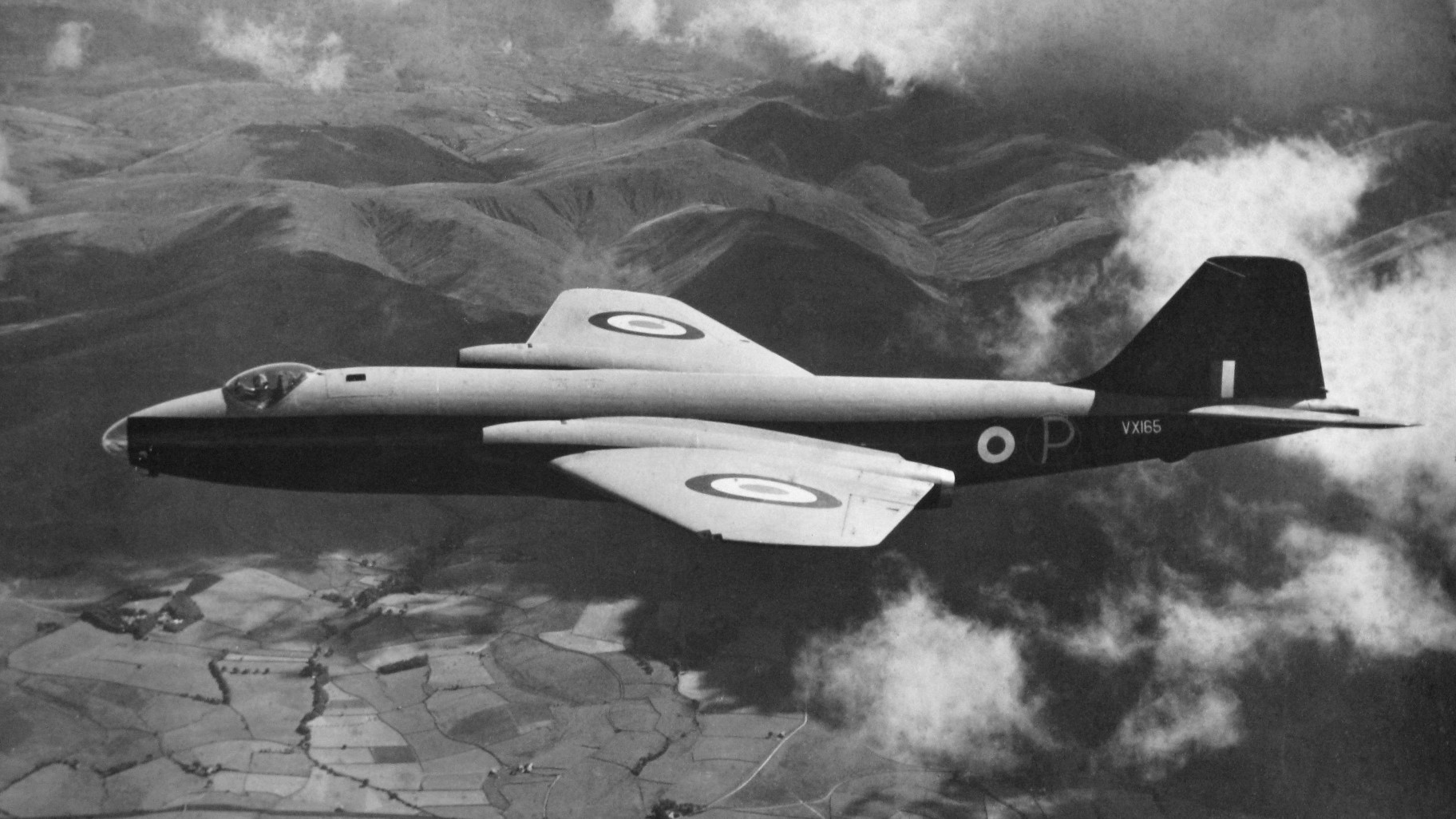
První prototyp letounu Canberra B2, VX165.

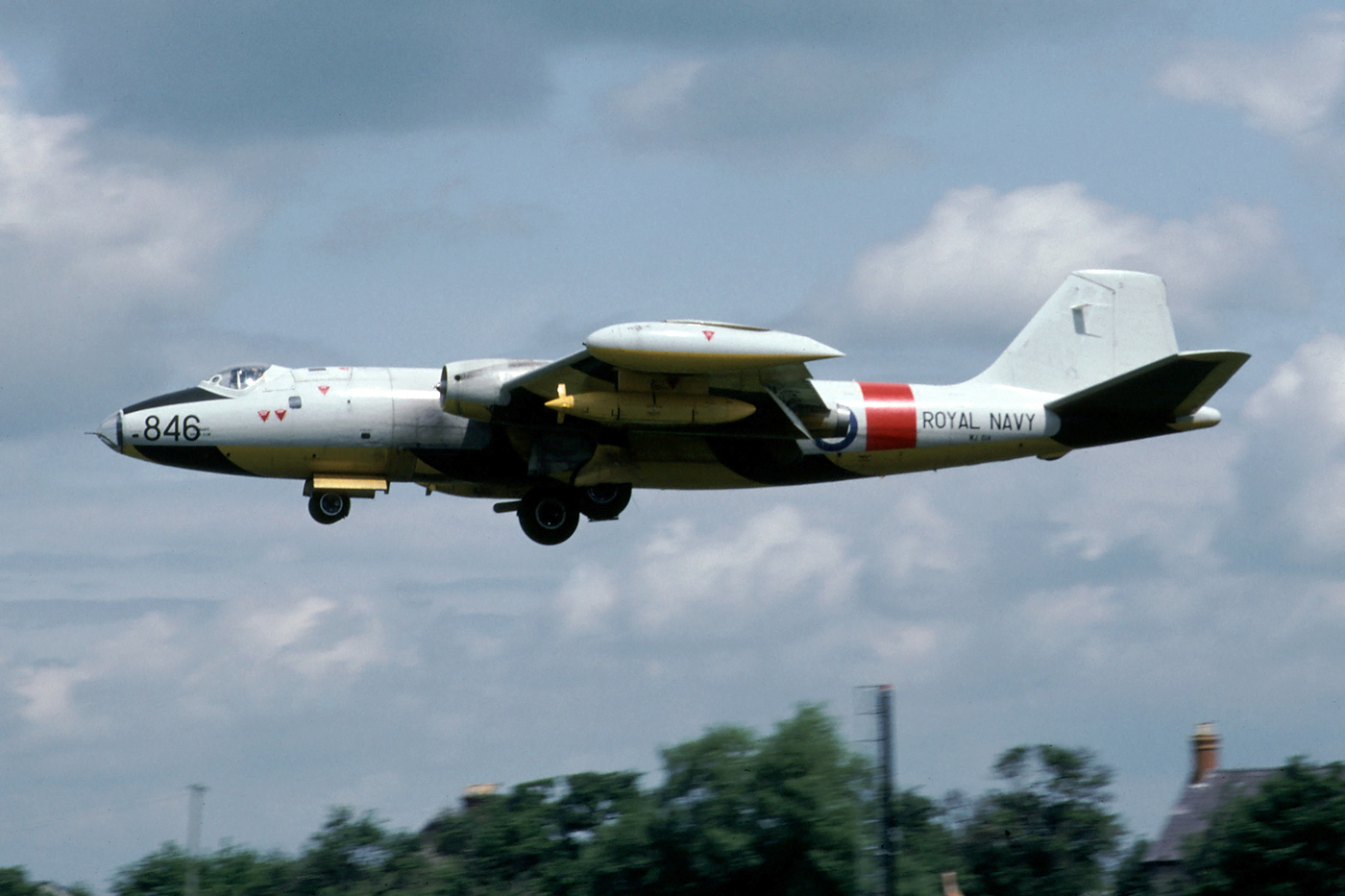
Canberra TT Mk.18 ve službách Royal Navy během přistání na RNAS Yeovilton, 1985

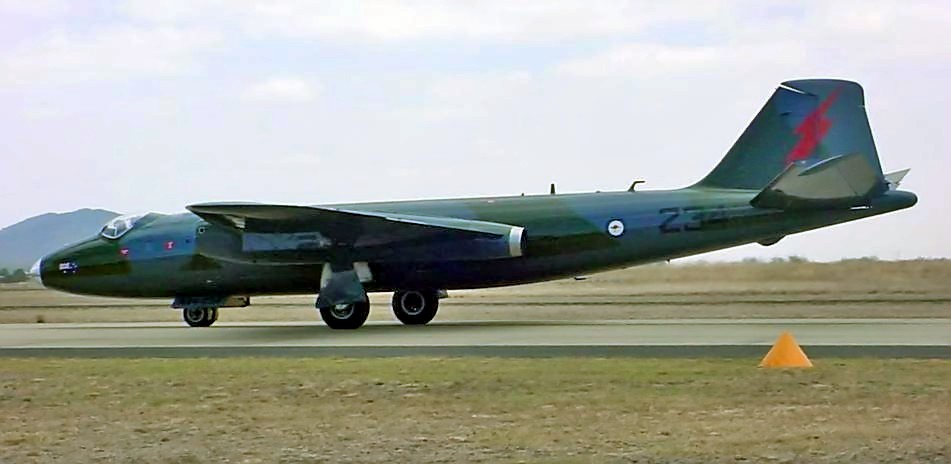
English Electric Canberra B.20, tato verze byla v licenci vyráběna v Austrálii

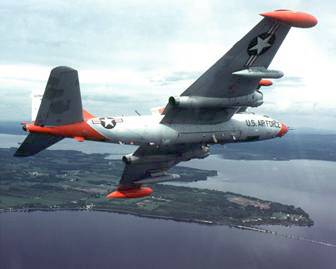
Martin EB-57B

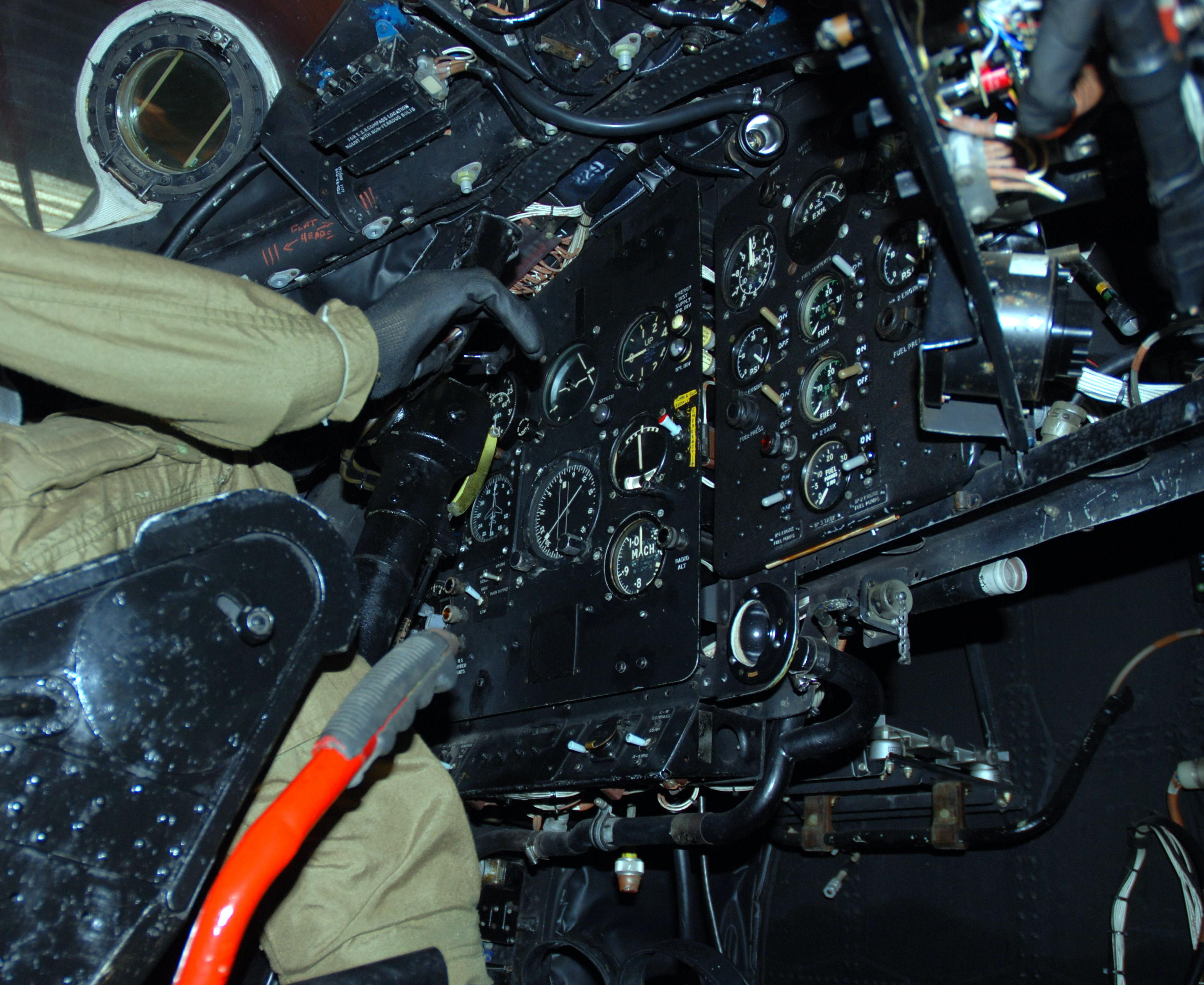
Panel nástrojů v kokpitu Canberry, 2006

Konstrukce vznikla na základě specifikací B.3/45, vydaných ještě krátce před ukončením druhé světové války, požadující vývoj rychlého lehkého bombardovacího letounu, poháněného proudovými motory. Byl požadován pumový náklad na úrovni typu de Havilland Mosquito B Mk.XVI, tedy alespoň 4000 liber (1814 kg), a akční rádius 800 mil (1287 km). Práce na konstrukci nového typu vedl šéfkonstruktér firmy W. E. W. Petter, CBE, FRAeS (dříve technický ředitel u firmy Westland Aircraft, později přešel k Folland Aircraft, kde zkonstruoval letoun Folland Gnat).
První prototyp Canberra A.1 (s/n VN799) byl zalétán 13. května 1949, za jeho řízením byl Wing Commander Roland Prosper Beamont, DSO & Bar, DFC & Bar (později CBE, DSO & Bar, DFC & Bar, FRAeS). Stroj poháněla dvojice motorů s axiálním kompresorem Rolls-Royce Avon RA.2 o tahu po 28,90 kN. První prototyp byl zničen při havárii 18. března 1953, avšak při padesátém výročí prvního vzletu Canberry byl jeden ze strojů T.Mk.4 RAF upraven do jeho podoby. Druhá vyrobená Canberra A.2 létala s méně výkonnými pohonnými jednotkami Rolls-Royce Nene o tahu 20 kN. Celkem bylo vyrobeno pět prototypů (poslední s/n XV165).
První sériovou verzi Canberra B.Mk.2 poháněla dvojice motorů Rolls-Royce Avon Mk.101 s tahem po 28,9 kN, jejíž prototyp byl zalétán 23. dubna 1950. Tato varianta s trojčlennou osádkou byla určena k vizuálnímu bombardování. Po vypuknutí války v Koreji v červenci 1950 zadala britská vláda velkosériovou licenční výrobu B.Mk.2 u společností Avro, Handley Page a Short. Do licenční stavby motorů Avon Mk.101 se pak zapojily také firmy Napier, Bristol a Standard Motors. Po ukončení bojů v Koreji zastavily Avro a Handley Page výrobu, každá u 75. stroje. Short pokračoval sníženou kapacitou a později se podílel také na vývoji Canberry. Celková produkce B.Mk.2 dosáhla 430 kusů.
Vedle britské produkce probíhala licenční stavba také v Austrálii u Government Aircraft Factory. Vzniklo zde 49 bombardovacích strojů označených Canberra B.20, cvičná australská verze pak nesla označení Canberra T.21.
V jediném exepláři byla postavena Canberra B.Mk.5 (s/n VX185) určená pro vyhledávání a značkování cílů (pathfinder) se zdokonalenou elektronikou a motory Avon Mk.109.
Následovala bombardovací verze Canberra B.Mk.6 s motory Avon Mk.109 s tahem po 33,37 kN, která měla zvýšenou zásobu pohonných látek z 6 252 na 10 377 l s příslušným prodloužením doletu. English Electric dodal 99 kusů, Short 30.
Fotoprůzkumná varianta Canberra PR.Mk.3 (Photographic Reconnaissance) vycházela z bombardovací varianty B.Mk.2. Stroje byly vybaveny kolmou kamerou F.49 s ohniskovou vzdáleností 152 mm a čtyřmi 508mm kamerami F.52.
Další fotoprůzkumná varianta PR.Mk.7 vznikla z bombardovací B.Mk.6, na kterou navázala Shortova obměna PR.Mk.9 určená pro výšky nad 15 000 m. Canberra PR.Mk.9 měla zvětšeno rozpětí křídel o 1,2 m a zvětšenou plochu křídel o 7,8 m², což s montáží proudových motorů Avon Mk.206 s tahem po 50,06 kN zvýšilo dostup z běžných 14 600 m u starších PR.Mk.7 na 16 775 m. 23 sériových strojů dodávala firma Short od roku 1958.
Akce taktického charakteru v přízemním letu plnila dvoumístná verze Canberra B.(I).8 (I jako Intruder, později Interdictor) vyvinutá u English Electric. V letounu byly instalovány pohonné jednotky Avon Mk.109, ve vystupujícím snímatelném pouzdře v zadní části pumovnice byly čtyři kanóny Hispano ráže 20 mm. Na dva závěsy pod křídlem se mohly umístit pumy do 454 kg nebo neřízené střely, vnitřní pumovnice pak pojala tři pumy po 454 kg. První prototyp byl zalétán v červenci roku 1954 a vznikl přestavbou stroje B.Mk.5, první ze 74 sériových strojů vzlétl v červenci 1955 s dodávkami od května následujícího roku.
Pro taktické letectvo RAF se základnami v NSR, které požadovalo urychlené dodávky strojů B.(I).8, bylo z kapacitních důvodů upraveno několik letounů B.Mk.6 na útočnou variantu Canberra B.(I).6 vsazením pouzdra s kanóny a instalací závěsů pod křídlo. Takto upravené stroje se poprvé objevily v březnu 1955. Na Novém Zélandu u RNZAF nesl tento typ označení Canberra B.(I).12, 66 strojů B.(I).8 dodaných do Indie zde sloužilo jako B.(I).58.
Ze starších B.Mk.6 vznikly v roce 1960 přestavbou další bombardovací varianty B.15 a B.16, určené k jednotkám RAF operujícím na Blízkém východě. Úpravy se týkaly především možnosti přízemních letů v horkém podnebí.
Cvičné letouny Canberra T.11 a T.19 nesly v upravené přídi radiolokační a střelecký systém stíhacích letounů Gloster Javelin a užívaly se k výcviku jejich osádek. Stroje T.17 byly využívány 360. perutí RAF pro nácvik radioelektronického boje, T.18 přestavěné z verze B.Mk.2 k vlekání vzdušných terčů s navijákem Rushton.
Sedm strojů PR.Mk.7 bylo přebudováno na variantu T.22 s radarem Blue Parrot včetně jeho krytu z letounu Blackburn Buccaneer.

## Služba

### RAF

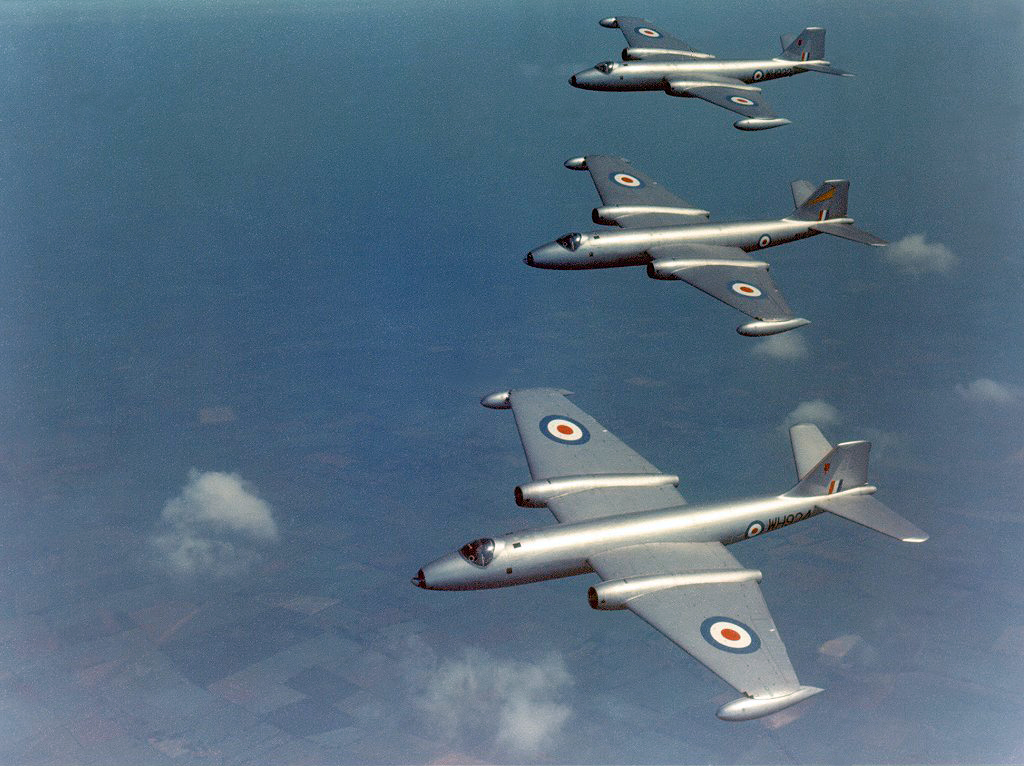
Formace tří letounů RAF Canberra B2 v 50. letech

První bombardovací stroje Canberra B.Mk.2 byly zařazeny do výzbroje 101. squadrony bombardovacího velitelství RAF v Binbrooku v Lincolnshire, 25. května 1951, kde nahradily letouny Avro Lincoln. První fotoprůzkumné PR.Mk.3 obdržela 540. peruť v roce 1953.
V únoru 1955 se 101. peruť s bombardovacími Canberrami připojila k Letectvu Dálného východu (FEAF). 23. února 1955 pak tato jednotka provedla svůj první proudový bombardovací útok v souvislosti s protikomunistickými boji v Malajsii.
Během suezské krize se Canberry RAF z 10. squadrony, společně s letouny Vickers Valiant 148. perutě, ze základen na Maltě zúčastnily úderu na 12 egyptských letišť podél celého průplavu. Na tyto cíle útočily ještě během následujících dvou nocí.
1. července 1961 byly na žádost kuvajtského panovníka na Střední východ odeslány letouny RAF, včetně strojů Canberra B.15, B.16, B.(I).6 a B.(I).8 v rámci ohrožení suverenity ze strany Iráku.
Bombardovací Canberry byly ze služeb Royal Air Force definitivně vyřazeny v roce 1970, verze B.(I). postupně na začátku 80. let.

### Luftwaffe

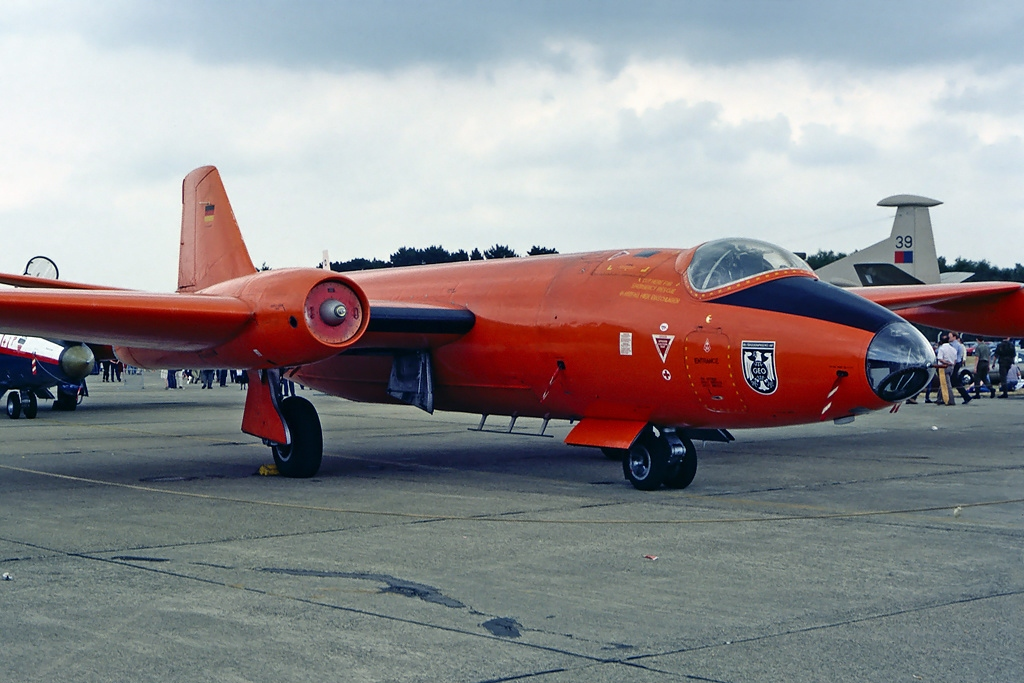
English Electric Canberra B2, Bundesluftwaffe

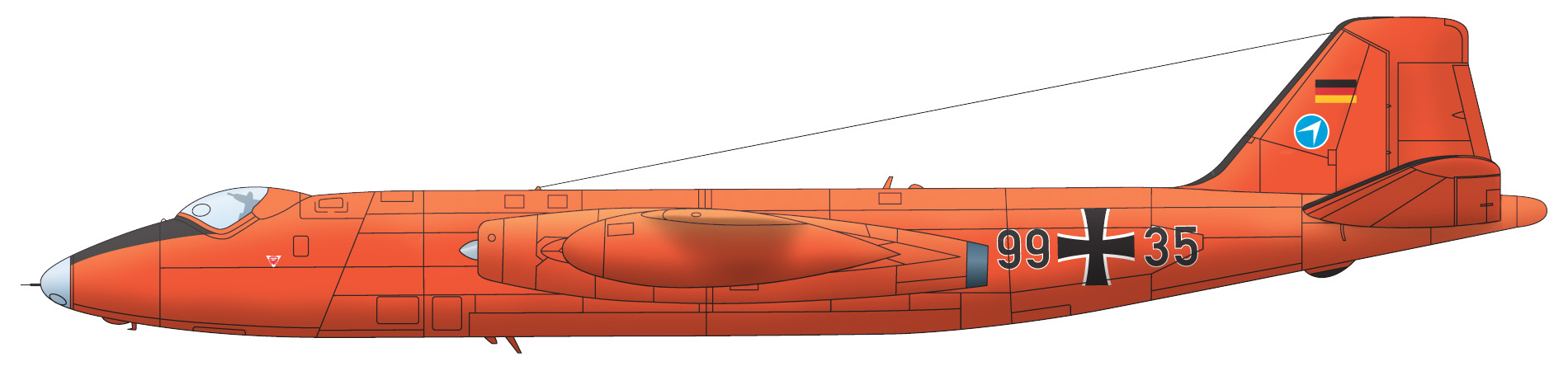
English Electric Canberra B.2 (99+35), LwESt 61

Západoněmecká vláda objednala v roce 1966 tři stroje Canberra B.Mk.2 pro službu létajících laboratoří u střediska Erprobungsstelle 61 v Manchingu u Ingolstadtu. Jednotka podléhala výzbrojnímu úřadu v Koblenzi spravovaného Bundeswehrem.
Letouny nesly výrobní čísla 6644 (s/n WK130), 6651 (s/n WK137) a 6652 (s/n WK138). Po zařazení do služby u EStelle 61 dostaly její kódová písmena a přidělené evidenční číslo, tedy YA+151, YA+152 a YA+153. Po změně systému označování německých vojenských letadel v roce 1968 pak 00+01, 00+02 a 00+03.
V polovině roku 1970 byly stroje 00+02 a 00+03 předány vojenské organizaci Militärgeograpisches Amt v Bonnu. Protože již nešlo o majetek ministerstva obrany, obdržely civilní poznávací značky určené pro letouny v majetku státu D-9566 a D-9567. Obě Canberry MilGeoAmt vzlétaly z letiště Köln-Wahn a sloužily především k leteckému snímkování a fotogrammetrii. Třetí Canberra byla v roce 1971 přidělena organizaci DFVLR (Německý výzkumný a zkušební ústav pro letectví a kosmonautiku). Později rovněž obdržela novou značku, D-9569 a vzlétala také z Kolína nad Rýnem.
Ve druhé polovině roku 1976 západoněmecké Canberry opět prošly změnou označení. Stroj D-9566 se stal 99+34, D-9567 byl změněn na 99+35 a D-9569 nesl označení 99+36.
Ke konci své služby v Německu byly speciální fotografické Canberry pronajaty Britům. V roce 1979 např. létaly z letiště Southend a mapovaly pobřeží La Manche a Severního moře. Krátce poté byly vyřazeny.

### Argentina

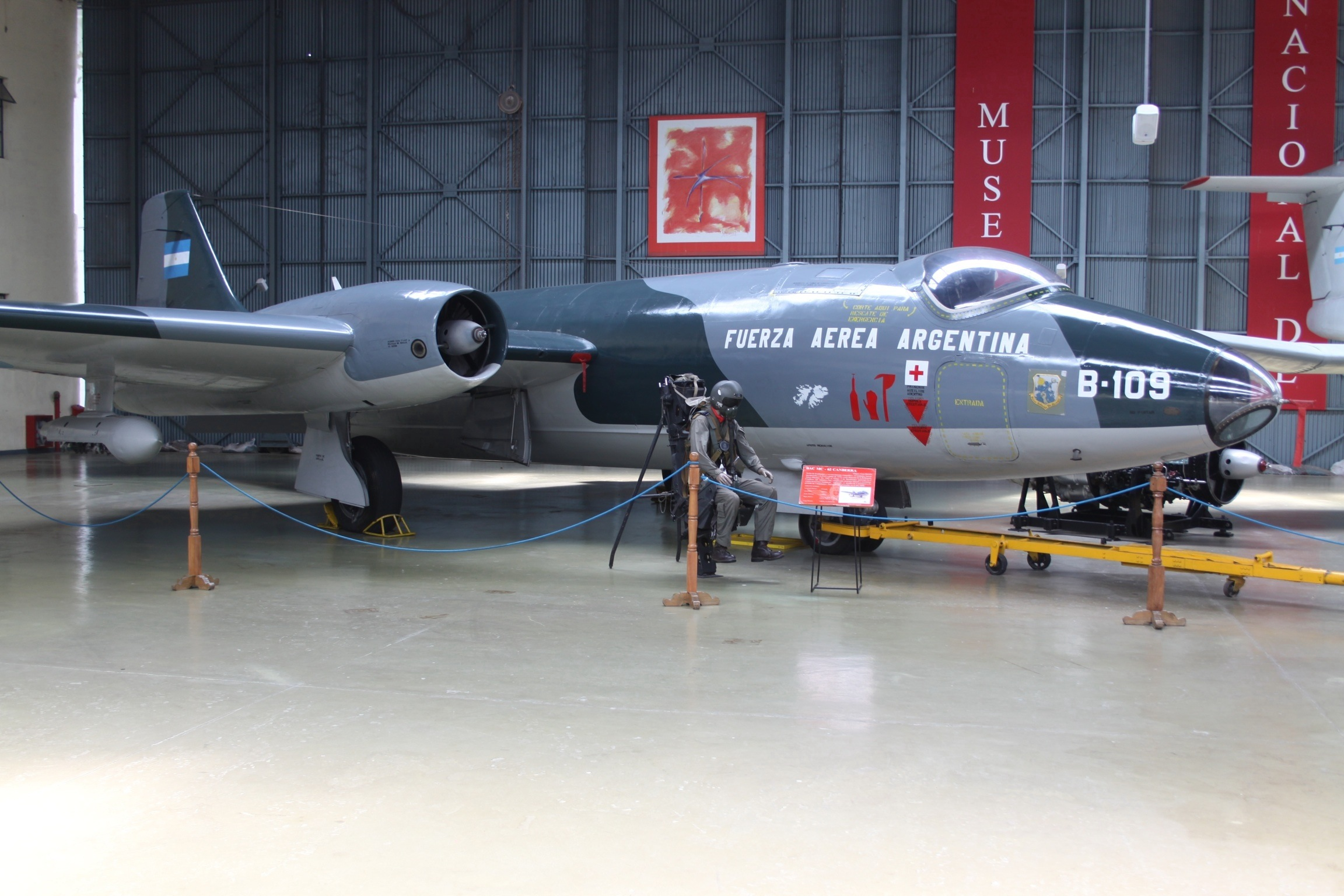
English Electric Canberra B.Mk.62 Fuerza Aerea Argentina (B-109)

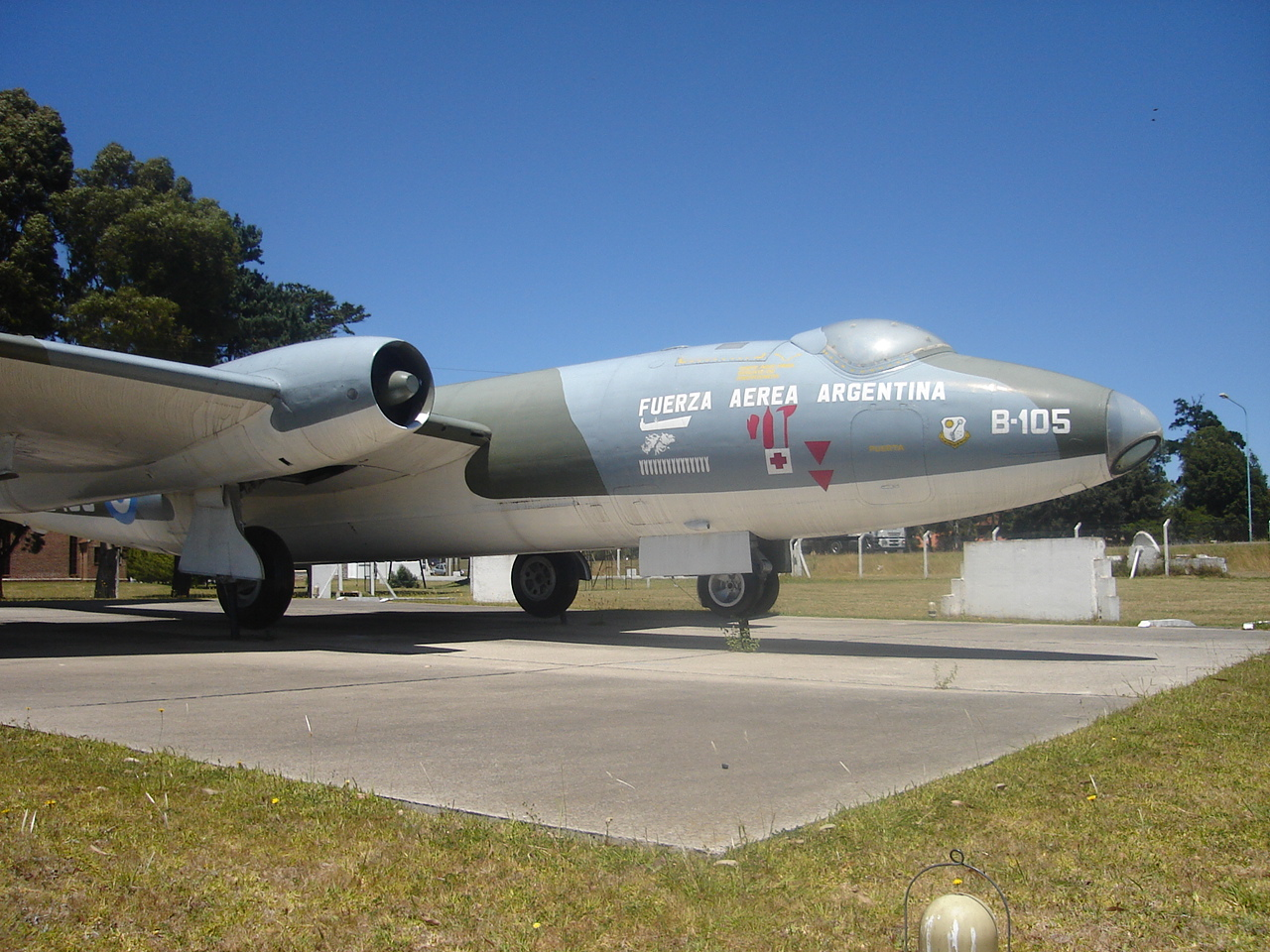
Canberra (B-105)

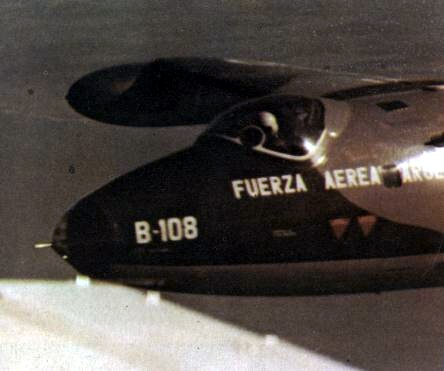
Canberra (B-108)

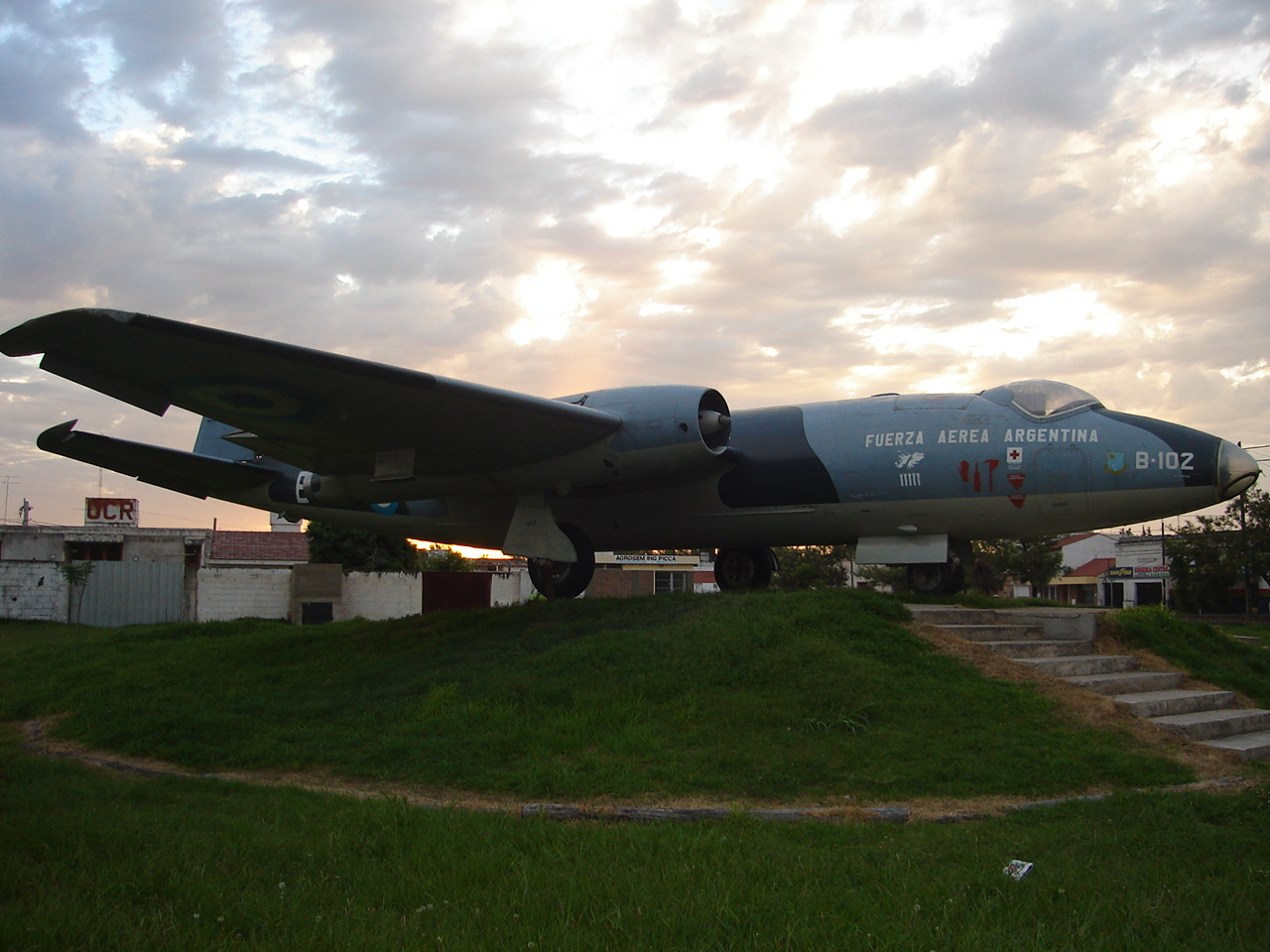
Canberra (B-102)

Argentinské letectvo objednalo ve Velké Británii bombardovací Canberry ze stavu RAF 9. května 1968 v počtu 10 kusů B.Mk.2 a dvě cvičné T.Mk.4. Před dodáním prošly revzí a generální opravou v British Aircraft Company. Upravené stroje nesly exportní označení Canberra B.Mk.62 a T.Mk.64. První dva stroje přeletěly z Británie do Argentiny 17.-20. listopadu 1970, do poloviny roku 1971 byly dodány ostatní. Byly zařazeny k jednotce I escuadrón de Bombardeo, která podléhala Grupo 2 de Bombardeo/Brigada Aérea II na letecké základně General Urquizia v Paraná.
Bombardovací letouny nesly trupové označení B-101 až 110, cvičné B-111 (ex WT476) a 112 (ex WT875). Do roku 1982 FAA ztratilo dva stroje při haváriích. Ve druhé polovině dubna 1982 se letka přemístila z Paraná na námořní leteckou základnu Viceadmiral Zar v Trelew.
Bojového nasazení se Canberry FAA dočkaly během válečného konfliktu o Falklandy mezi Argentinou a Velkou Británií v roce 1982. Bojové akce začala peruť přesunem třech letounů na základnu Río Grande v Ohňové zemi. 26. dubna odstartovaly B-101 (ex WJ616) s osádkou 1. teniente Ricardo Sproviero a 1. teniente Hugo Moreno, B-102 (ex WJ713) mayor Vivas a mayor Escuedro společně s třetí Canberrou, jejímiž členy byly pilot 1. teniente Mario Baeza a navigátor 1. teniente Jorge Cardo, proti britským lodím u ostrovů Jižní Georgie. Canberra B-101 operaci předčasně ukončila kvůli problémům s přídavnými nádržemi. Nakonec byla celá akce u břehů Jižní Georgie odvolaná pro nepříznivé povětrnostní podmínky.
Druhou akcí argentinských letounů Canberra byl 1. května útok na lodě před Port Stanley. Mise byla provedena ze základny Trelew třemi letouny B.Mk.62. B-102 (ex WJ713) s osádkou capitán Juan Nogueira a capitán Raúl Sanchez, B-110 (ex WJ619) osádky 1. teniente Mario Gonzáles a 1. teniente Eduardo de Inańez, třetí Canberra pak ve složení capitán E.G.Puebla a jeho navigátor 1. teniente George Segat. Stroj B-102 byl při náletu poškozen protiletadlovou raketou z britské lodě, ale dokázal se vrátit na mateřskou základnu. Druhá Canberra byla sestřelena raketou AIM-9 Sidewinder vypálenou z letounu BAE Sea Harrier Lieutenanta Allana Curtisse z 801. squadrony. Oba členové osádky B-110 zahynuli. Také třetí Canberra byla poškozena Sea Harrierem, tentokrát 30mm granáty kanónů ADEN, které na Argentince vypálil Lieutenant Commander Broadwater. Posádce se podařilo vrátit na Trelew.
O dva dny později odstartovaly z Trelew mayor Vivas a mayor Escuedro na B-102 a 1. teniente Baeza a 1. teniente Cardo na B-104 (ex WH913) k protilodní akci. Tato mise však byla zrušena z důvodu špatně identifikovaných cílů, jelikož se jednalo o argentinské lodě.
26. května odstartovali z další základny I escuadrón de Bombardeo v Río Gallegos pilot capitán Juan Carlos Frejicho s navigátorem/bombometčíkem capitánem Emíliem Marinem společně s osádkami dvou dalších B.Mk.62 ve složení pilot capitán Alfredo Bredeston a navigátor/bombometčík capitán Miguel Sisco a pilot 1. teniente António Mauad s navigátorem 1. teniente Marcelo Sirim k náletu na pozemní cíle v San Carlos. Rovněž tato akce byla z důvodu špatných povětrnostních podmínek odvolaná, avšak na druhý den stejnou operaci zopakovali. Po odhození dvojice pum Mk.17 a čtyřech pum BRP v přízemním letu nad cílem z každého letounu nezaznamenaly letci žádný výsledek.
Pilot mayor Ramón Vivas a navigátor mayor Aldo Escuedro odstartovali 27. května z letecké základny Río Gallegos k náletu na pozemní cíle v San Carlos. Jejich B.Mk.62 nesla výzbroj dvou pum Mk.17 a čtveřici pum BRP. Bomby odhodili při nízkém průletu a po splnění úkolu se vrátili zpět.
Ze stejné základny odstartovali 29. května pilot 1. teniente Roberto Rivollier a navigátor 1. teniente Jorge Annino s druhou osádkou ve složení pilot J.M.Villada a navigátor J.Pagano opět k útoku na San Carlos, vyzbrojeni čtyřmi pumami Mk.17. Cíl bombardovali přes mraky, výsledek navíc kvůli mlze nepozorovali.
Útoky na pozemní cíle v San Carlos argentinskými Canberrami pokračovaly 31. května 1982, kdy z Río Gallegos odstartovaly stroje B-101 (R.Sproviero a H.Moreno), B-105 (ex WH702) s osádkou capitán Alfredo Bredeston a capitán Miguel Sisco, B-108 (ex WH886) s osádkou capitán Roberto Pastaran a capitán Fernando Casado. Osádku čtvrté Canberry B-109 tvořily 1. teniente António Muad a 1. teniente Raúl Acosta.
Letoun s trupovým označením B-101 přerušil akci krátce po startu po ztrátě kontaktu s vedoucím roje a vrátil se na základnu. B-105 a B-109 pumami zasáhly telefonní ústřednu v San Carlos, osádka čtvrté argentinské Canberry po odhození pum Mk.17 ve výšce 200 m nezaznamenala žádný výsledek. Všechny tři stroje se po akci vrátily na Río Gallegos.
Poslední válčný měsíc sporu o Falklandy zahájily Canberry FAA hned 1. června útokem na pozemní cíle na Mount Kent. Technické problémy na B-105 přinutily capitána Juana Carlose Bertoldiho a 1. teniente Jorge Reyese k návratu na letiště Río Gallegos. Zbylé dva stroje B-108 (mayor Jorge Chevalier a 1. teniente Ernesto Lozano) a B-109 (capitán Eduardo García Puebla a 1. teniente Jorge Sagat) po odhozu svých pum zaznamenaly výbuchy cílů na zemi.
4. června se nad Mt.Kent vrátily Canberry pilota capitána Frejicho s 1. teniente José Nicolasem Pagano, pilota M.Baeza s navigátorem J.Cardo a pilota 1. teniente Juanem Herediem s navigátorem 1. teniente Manuelem Gerezem. Do kokpitů dalších dvou strojů usedli pilot capitán Juan Nogueira a navigátor capitán Luis Rodearo a pilot 1. teniente Ricardo Sproviero a navigátor 1. teniente Hugo Moreno. Jelikož bombardovali podle radaru přes mraky, nemohli pozorovat výsledek útoku, po kterém se vrátili na základnu Río Gallegos.
K dalšímu útoku na Mt.Kent odstartovali 5. června A.Bredeston a M.Sisco z Río Gallagos. Druhou Canberru obsadil capitán Juan Carlos Bertoldi a navigátor capitán Raúl Sanchez, třetí pak pilot Daniel Gonzales a navigátor Daniel Hernandez. Akci však přerušili pro nepříznivé počasí.
Canberry B-102, B-105, B-108 a B-109 pak 8. června odstartovaly z Mar del Plata proti lodní přepravě Britů mezi Anscensionem a Jižní Georgií. Každý stroj nesl po dvou pumách Mk.17, které jejich osádky neúspěšně odhodily na liberijský tanker Hercules.
9. června R.Rivollier a J.Annino vzlétli se svou Canberrou spolu se třemi osádkami J.Heredia a M.Gerez, pilot J.C.Bertoldi a navigátor R.Sánchez a pilot J.M.Villada a navigátor mayor Escuedro proti pozemním cílům před Port Stanley, technické problémy však tuto akci přerušily a osádky se v pořádku vrátily na Río Gallegos.
Dalším přerušením mise skončil 11. června start pilota R. Vivase s navigátorem 1. teniente Jorgem Rocco, kterou doprovázela ve druhém stroji Canberra osádka capitán Roberto Pastarán a capitán Fernando Casado proti britům u Bluff Cove. Důvodem byly problémy s odhozením přídavných nádrží vedoucího roje.
První akci 12. června odstartovali letci I escuadrón de Bombardeo capitán Alfredo Bredeston s navigátorem 1. teniente Carlosem Mondinem v brzkých ranních hodinách, kdy odstartovali z Río Gallegos k útoku na britské pozice u Bluff Cove. Výsledek odhozu dvou pum Mk.17 nepozorovali.
Druhou operaci podnikla z Río Gallegos osádka R.Rivollier a J.Annino společně s druhou dvojicí J.Heredia a M.Gerez proti Port Harriet House, misi však byli nuceni ukončit díky silné aktivitě Sea Harrierů v cílové oblasti.
Ze stejné základny pak ve 23:00 odstartovaly Canberry B-102 (capitán García Puebla a 1. teniente Segat) a B-104 (capitán Villada a 1. teniente Pagano) k náletu na britské velitelství u Port Harriet House. Obě dvě osádky cíl identifikovaly, ale výsledek nepozorovaly. Pilot G.Puebla navíc musel unikat před Sea Harrierem, který však nakonec stíhání přerušil pro nedostatek paliva. B-102 nakonec ukončila svou kariéru v roce 1998, kdy byla umístěna v muzeu v Paraná, Canberra B-104 havarovala 13. srpna 1982, rovněž v Paraná.
13. června, den před koncem bojů, pokračovaly stroje B-108 a B-109 v náletech na Port Harriet House, kde sídlilo britské velitelství. Capitán Roberto Pastaran a capitán Fernando Casado odhodili z B-108 pět pum Mk.17, které cíl minuly o několik metrů. Na svou základnu Río Gallegos se však tato Canberra nevrátila, neboť byla sestřelena protiletadlovou řízenou raketou Sea Dart, vypálenou z torpédoborce HMS Exeter. Pilot se zachránil, navigátor F.Cassado zahynul. 1. teniente Roberto Rivollier a 1. teniente Jorge Annino ve druhém letounu cíl rovněž těsně minuli, navíc museli unikat hlídkujícím Sea Harrierům Royal Navy.

## Uživatelé

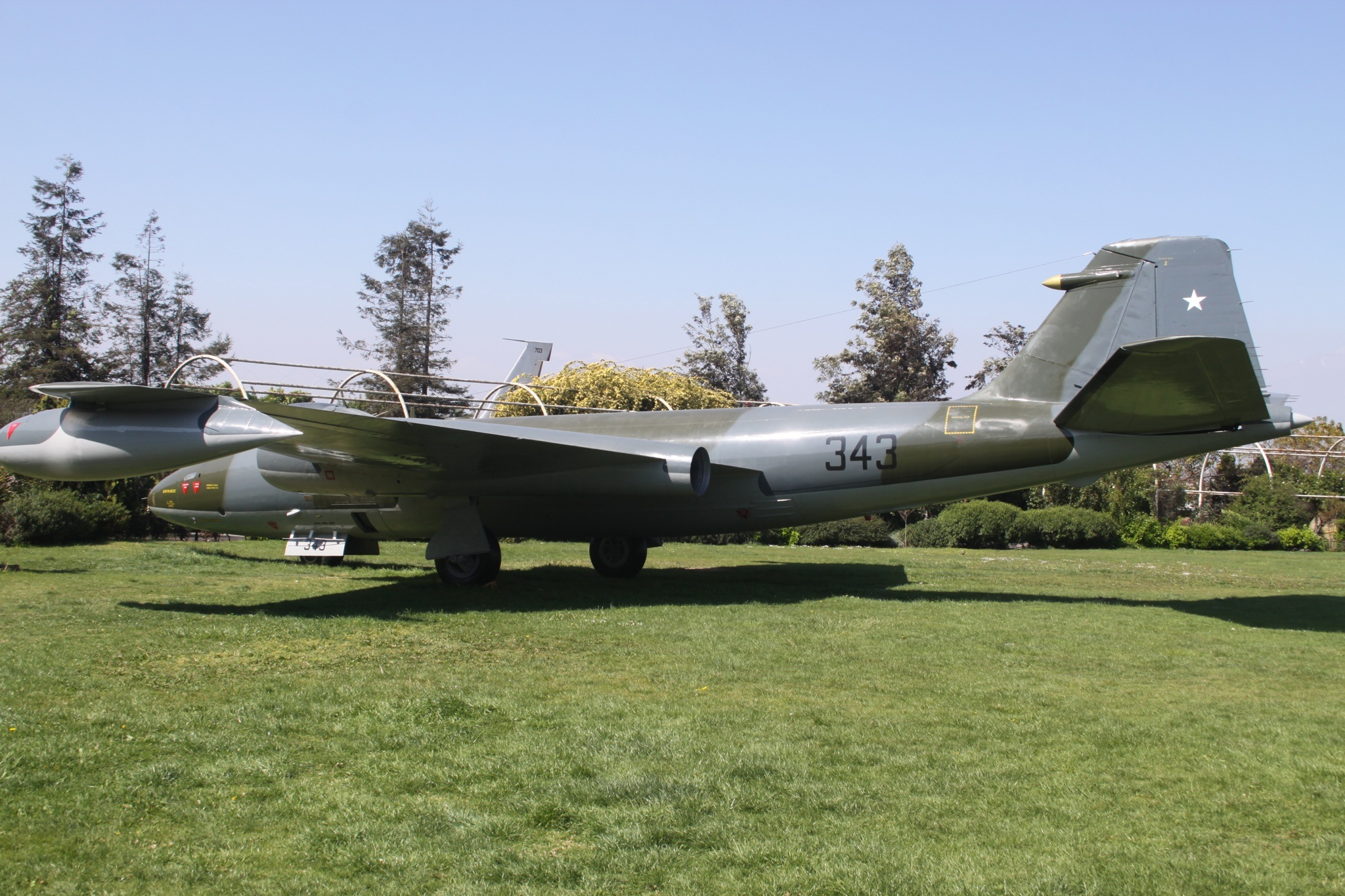
English Electric Canberra PR.Mk.9, Chilean Air Force

- Argentina
  - Argentinské letectvo
- Austrálie
  - Royal Australian Air Force
- Ekvádor
  - Ekvádorské letectvo
- - Etiopské císařské letectvo (4 kusy)
- Francie
  - Armée de l'air (6 kusů - cvičné a experimentální)
- Chile
  - Chilské letectvo
- Jihoafrická republika
  - South African Air Force
- Německo
  - Luftwaffe (3 kusy užívané jako vlečné)
  - Německé středisko pro letectví a kosmonautiku
- Nový Zéland
  - Royal New Zealand Air Force
- Peru
  - Peruánské letectvo
- Rhodesie
  - Vzdušné síly Rhodésie
- Spojené království
  - Royal Air Force
  - Fleet Air Arm
  - Royal Aircraft Establishment
- Spojené státy americké
  - United States Air Force (2 kusy během vývoje B-57)
- Švédsko
  - Švédské letectvo (2 kusy, elektronické průzkumné)
- Venezuela
  - Venezuelské letectvo
- Zimbabwe
  - Zimbabwské letectvo

## Specifikace (Canberra B(I)6)

### Technické údaje
- Posádka: 2
- Rozpětí: 19,507 m
- Délka: 19,964 m
- Výška: 4,750 m
- Nosná plocha: 89,19 m²
- Hmotnost prázdného letounu: 9 820 kg
- Vzletová hmotnost: 20 865 kg
  - s přetížením: 24 948 kg
- Pohonná jednotka: 2× proudový motor Rolls-Royce Avon R.A.7 Mk.109
- Tah motoru: 36 kN (7 400 lbf)

### Výkony
- Maximální rychlost: Mach 0,88 (580 mph, 933 km/h) ve výšce 12 192 m
- Bojový radius: 1 300 km
- Přeletový dolet: 5 440 km
- Operační dostup: 15 000 m
- Počáteční stoupavost: 17 m/s
- Plošné zatížení: 234 kg/m2
- Poměr tah/hmotnost: 0,37

### Výzbroj
- 4 × 20mm kanon Hispano Mk.V namontovaný na konci pumovnice (500 střel na zbraň) nebo 2 × 0,30 in (7,62mm) kulomety
- pumy do celkové hmotnosti 6000 liber (2721 kg)